# Axel Ahlfors

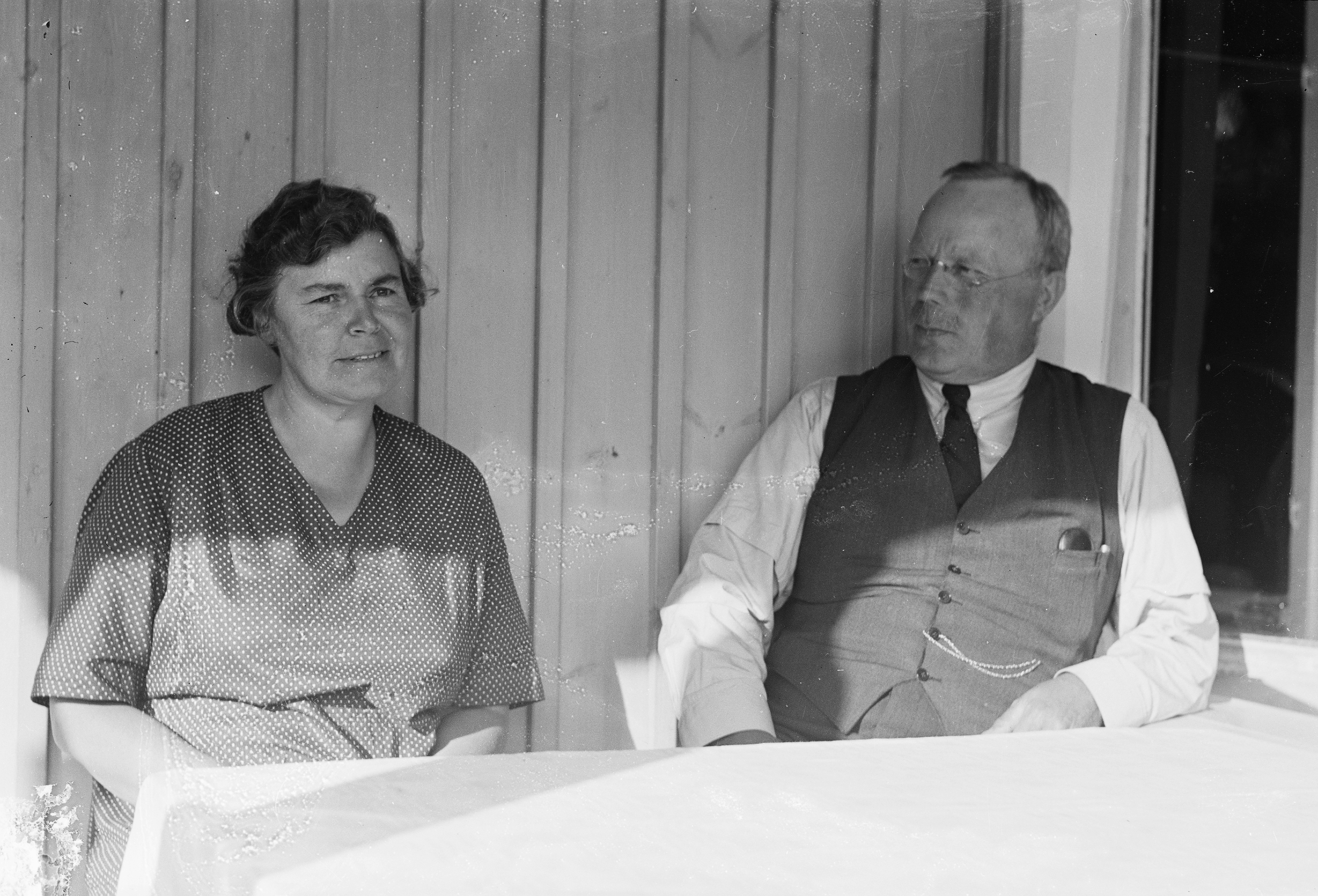
Paret Helene och Axel Ahlfors år 1936.

Karl Axel Mauritz Ahlfors, född 7 april 1874 i Mariehamn, död 22 maj 1961 i Helsingfors, var en finländsk ingenjör. Han var far till Lars Ahlfors.
Ahlfors utexaminerades från Polytekniska institutet i Helsingfors 1896 och studerade därefter vid tekniska högskolor i Berlin och Zürich. 1908 blev han professor i maskinbyggnad vid Tekniska högskolan i Helsingfors och var 1913–16 rektor där. Axel Ahlfors har bland annat författat Vattenturbiner (1930).